# Torbrex

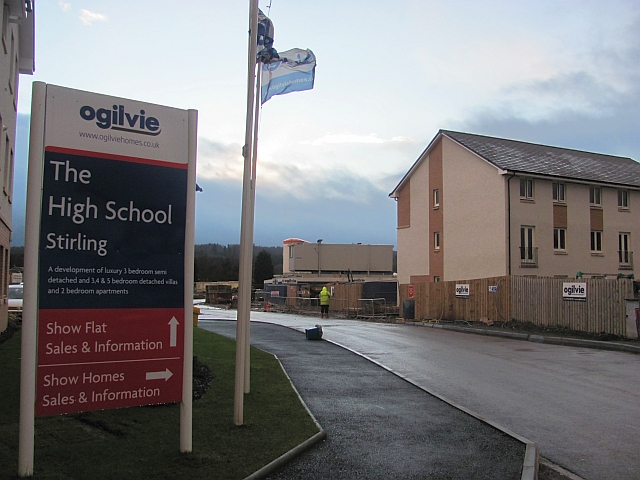
Die Stirling High School in Torbrex

Torbrex ist ein südwestlicher Stadtteil von Stirling in Schottland, der eine der 42 Community Council Areas (CCA) der übergeordneten Verwaltungsebene (Council Area) bildet. Angrenzende CCAs sind, beginnend im Norden und dann im Uhrzeigersinn, King’s Park, St Ninians und Cambusbarron. Beim Zensus 2011 wurde festgestellt, dass 1560 Einwohner auf den 0,6 Quadratkilometern lebten.
Historisch von Bedeutung war für Torbrex die Weberei. Den baulichen Kern bilden Cottages, die hauptsächlich aus dem 19. Jahrhundert stammen. Älteren Datums sind Torbrex House (1721) und Williamsfield House (1682). In Torbrex entstand die High School in Stirling, die 1962 durch einen Neubau erweitert wurde. Vier Häuser wurden als Listed Building der Kategorie C eingestuft. Diese sind das Torbrex Inn von 1721, Torbrex 2, Torbrex 4 und Torbrex 14.